# The White Stripes
The White Stripes bylo americké rockové duo založené v Detroitu roku 1997. Jejich styl se dá popsat jako minimalistický rock. Duo tvořili Jack White, vlastním jménem John Anthony Gillis, který hraje na kytaru, piáno a zpívá a vokalistka Meg White, která hraje na bicí. Mají za sebou několik úspěšných alb, jako White Blood Cells a Elephant, na kterém se nachází největší hit skupiny „Seven Nation Army“, který obdržel v roce 2004 cenu Grammy za nejlepší rockovou píseň. Kapela ukončila svoji činnost 2. února 2011.

## Historie
Kapela vznikla v roce 1997 v Detroitu, ve státě Michigan, které je často přezdívané jako rockové město. Následující rok vydali svůj debutový singl Let's Shake Hands.
V roce 1999 už pod vydavatelstvím Sympathy for the Record Industry byl vydán singl The Big Three Killed My Baby a následně vznikl eponymní debut, pojmenovaný jednoduše The White Stripes. Album, které obsahuje 17 skladeb, překvapilo hudební nadšence, kritiky i producenty svým ostrým a syrovým stylem. Duo si tak hned svým prvním albem zajistilo nemalou fanouškovskou základnu.
Hned rok poté se do hudebních krámků dostala druhá deska s názvem De Stijl. Název je odvozen od holandského stylu umění, který se vyznačuje výraznou jednoduchostí. Na album bylo zařazeno 13 písní a setkalo se s nadšeným ohlasem a skupina se začala dostávat do širšího povědomí hudebních posluchačů.
Průlomovým rokem se pro kapelu stal rok 2000, kdy u stejného labelu vyšlo třetí album White Blood Cells. Deska obsahuje 16 skladeb a umístila se mezi 100 nejprodávanějšími deskami v Americe, Velké Británii, Austrálii a Norsku. Turné skupiny, podporující novou desku, bylo ve Velké Británii během chvíle vyprodané. Magazín Q zařadil Jacka a Meg Whitovy mezi 50 kapel, které musíte vidět, než umřete. Se singlem Fell in Love with a Girl získala kapela tři ceny MTV Video Music Award.

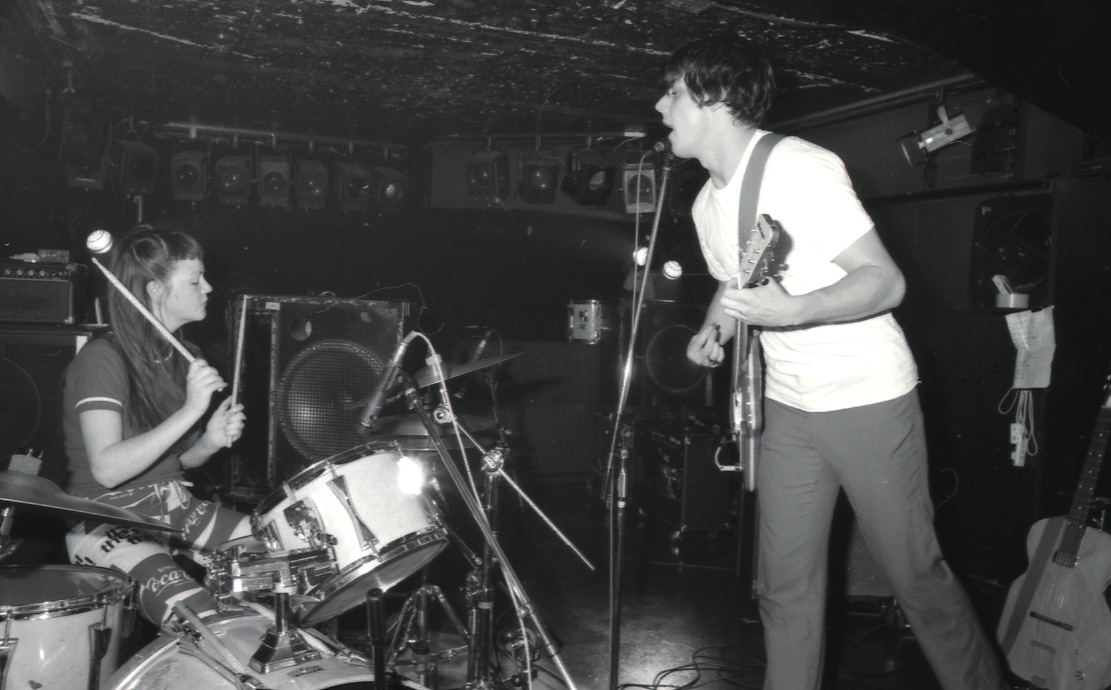
The White Stripes v klubu Shinjuku Jam, Tokio, v roce 2000, kde během svého prvního japonského turné hráli pro publikum o 10–20 lidech.

V roce 2003 bylo už vydaným singlem Seven Nation Army každému jasné, že je skupina ve své nejlepší formě a rodí se jedna z nejlepších desek začátku tisíciletí. Album Elephant duo nahrálo za pouhých 14 dnů v londýnském studiu Toe-Rag a je na něm zařazeno 14 písní. Okamžitě se vyhouplo do čela žebříčků prodejnosti ve Velké Británii, stalo se dvakrát platinové v Kanadě a Británii a jednou platinové v USA, Austrálii a na Novém Zélandu. Uznávaný časopis Rolling Stone zařadil album na 390. místo ve svém žebříčku 500 nejlepších alb všech dob. V roce 2004 byli Jack a Meg Whitovi oceněni cenami Brit Award za nejlepší kapelu a za nejlepší singl Seven Nation Army. Odnesli si také ceny Grammy za nejlepší rockový song Seven Nation Army a za nejlepší alternativní album. Další písně na desce jako I Just Don't Know What To Do With Myself, kterou napsal Burt Bacharach, In The Cold, Cold Night, Ball and Biscuit a The Hardest Button to Button se staly hity kapely a neobejde se bez nich skoro žádný koncert.
V dalším roce kapele The White Stripes, jako už hvězdám a stálicím na hudebním poli, vyšla pátá studiová deska s názvem Get Behind Me Satan. Album bylo nahrané v Detroitu, obsahuje 13 songů a stejně jako předchozí deska byla vydaná u labelu V2 Records. Na této nahrávce ustupuje elektrická kytara, do popředí se dostala akustická kytara a klavír a z celého alba jde cítit inspirace country stylu. Deska se umístila na třetím místě v žebříčku alb ve Velké Británii, USA, Austrálii, Belgii, Kanadě, Irsku, Holandsku a Norsku. Kapela byla oceněna cenou Grammy za nejlepší alternativní album.
V roce 2007 skupina nahrála album Icky Thump. S touto deskou se kapela vrátila k tvrdému a syrovému zvuku, který byl charakteristický pro všechna její předchozí alba. Deska se okamžitě umístila na první místě ve Velké Británii, na druhé místě v USA a třetí místě v Austrálii v žebříčku alb. V roce 2008 získali čtyři nominace na ceny Grammy za nejlepší alternativní album, za nejlepší rockový song Icky Thump, za nejlepší speciální edici Icky Thump a za nejlepší výkon dua nebo skupiny. První a poslední nominaci následně proměnili.
Dne 2. února 2011 White Stripes oficiálně oznámili konec svého působení.

## Zajímavosti
- Písně The White Stripes jsou ovlivněny řadou žánrů od garážového rocku, blues, country, folku, až po punk.
- Duo je známo mystifikací svého vztahu, celý svět se dohaduje nad tím, zda jsou Jack a Meg sourozenci, nebo rozvedení manželé.
- Skupina své kostýmy a alba stylizuje do tří základních barev - červené, bílé a černé. Podle nich jde o nejsilnější kombinaci barev všech dob a zároveň symbolizují dětskou nevinnost. Tyto barvy jsou obsažené v některých písních skupiny, např. Black Math, Red Rain, White Moon
- Dalším symbolem kapely je číslovka 3. Ať už jde o jejich tříbarevnou stylizaci, tři základní elementy jejich hudby - příběh, melodie a rytmus, používaném zvuku většiny písní - kytara, bubny a zpěv, tři elektrické kytary, na které Jack při koncertech hraje, podpis Jack White III, který často používá, apod.
- Texty The White Stripes se často zaměřují na vztah muže a ženy, dětství a školu.
- Jack White prohlásil, že kapela předvedla stovky cover songů. Mezi nejznámější cover songy, které skupina hraje, patří I Just Don't Know What To Do With Myself od Burta Bacharacha, v jejich videoklipu tančí britská modelka Kate Moss u tyče, Jolene od zpěvačky Dolly Parton, One More Cup of Coffee, Isis a Love Sick od písničkáře Boba Dylana a píseň St. James Infirmary Blues, kterou dříve nazpívala řada známých umělců jako Louis Armstrong, Janis Joplin a The Animals.
- Kapela také vydala dvoualbum B-Sides, koncertní nahrávku Live in Boston.
- Jack a Meg se objevili v epizodě seriálu The Simpsons a to konkrétně v 18. sérii v dílu s názvem Jazzy and Pussycats. Zazněla zde i jejich píseň The Hardest Button to Button.
- The White Stripes odehráli svůj nejkratší koncert 16. července 2007 v Newfoundlandu, ve státě Kanadě. Po jednom odehraném akordu Jack prohlásil, že od této chvíle The White Stripes oficiálně hráli ve všech provinciích a teritoriích v Kanadě, a opustili pódium. Celý koncert pak odehráli později večer.
- Jack White se 1. července 2005 v Brazílii oženil s modelkou Karen Elson, která hrála v klipu The White Stripes k písni Blue Orchid. V květnu 2006 se jim narodila dcera Scarlett Teresa, která dostala jméno po postavě z románu Jih proti Severu a po matce Jacka. O dva roky později se v srpnu rodina rozrostla o chlapečka jménem Henry Lee.
- Jack založil se svým kamarádem v roce 2005 kapelu The Raconteurs.
- Jack White se také věnuje herectví. Zahrál si ve filmech Vraždy s růžencem (The Rosary Murders) v roce 1987, Návrat do Cold Mountain (Cold Mountain) a Kafe a cigára (Coffee and Cigarettes) v roce 2003. V roce 2005 ztvárnil sám sebe v dokumentu The Fearless Freaks, který zaznamenává alternativní rockovou kapelu The Flaming Lips. O dva roky později si zahrál postavu Elvise Presleyho v komedii Walk Hard: The Dewey Cox Story.
- V roce 2007 kapela zrušila nejdřív celé americké turné, den poté i všechny další plány do konce roku. Jako oficiální důvod uvedla akutní pocity strachu, kterými Meg začala trpět, a proto není schopná cestovat.
- Kvůli tomuto zdravotnímu problému The White Stripes uvažují o konci koncertní kariéry.
- V roce 2008 se kapela přidala k dalším zpěvákům a rozhodla se bojkotovat udílení cen Grammy. Důvodem jejich neúčasti je podpora členů unie Writers Guild Of America (WGA).
- V červnu 2008 Meg v doprovodu Jacka přišla na jeho koncert s The Raconteurs a posadila se za bicí, ale nezahrála.
- Takzvanou labutí písní se pro skupinu stal song We're Going To Be Friends z alba White Blood Cells, který zahráli 20. února 2009 u příležitosti derniéry televizní show Conana O'Briena, na stanici americké televize NBC.
- 2. února 2011 byl oficiálně oznámen konec kapely.

## Diskografie

### Alba
| Rok  | Album                           | USA | UK |
| ---- | ------------------------------- | --- | -- |
| 1999 | The White Stripes               | -   | -  |
| 2000 | De Stijl                        | -   | -  |
| 2001 | White Blood Cells               | 61  | 58 |
| 2003 | Elephant                        | 6   | 1  |
| 2005 | Get Behind Me Satan             | 3   | 3  |
| 2007 | Icky Thump                      | -   | -  |
| 2020 | The White Stripes Greatest Hits | -   | -  |

### Singly
- 1998 - Let's Shake Hands, Lafayette Blues
- 1999 - The Big Three Killed My Baby, Hand Springs
- 2000 - Hello Operator, Lord Send Me an Angel, Party of Special Things to Do
- 2001 - Hotel Yorba
- 2002 - Fell in Love with a Girl, Dead Leaves and the Dirty Ground, We're Going to Be Friends, Red Death at 6:14, Candy Cane Children
- 2003 - Seven Nation Army, I Just Don't Know What to Do with Myself, The Hardest Button to Button
- 2004 - There's No Home for You Here, Jolene
- 2005 - Blue Orchid, My Doorbell, The Denial Twist
- 2006 - Conquest, You Don't Know What Love Is (You Just Do as You're Told)

## Ocenění
- 2002 - Cena MTV Music Video Award za nejlepší speciální efekty v klipu Fell in Love with a Girl
- 2002 - Cena MTV Music Video Award za nejlepší editace k písni Fell in Love with a Girl
- 2002 - Cena MTV Music Video Award za nejlepší průlomový klip Fell in Love with a Girl
- 2003 - Cena MTV Music Video Award za nejlepší editace k písni Seven Nation Army
- 2004 - Cena Brit Award za nejlepší mezinárodní skupinu
- 2004 - Cena Brit Award za nejlepší singl Seven Nation Army
- 2004 - Cena Grammy za nejlepší alternativní album Elephant
- 2004 - Cena Grammy za nejlepší rockový song Seven Nation Army
- 2006 - Cena Grammy za nejlepší alternativní album Get Behing Me Satan
- 2008 - Cena Grammy za nejlepší alternativní album Icky Thump
- 2008 - Cena Grammy za nejlepší výkon dua nebo skupiny